# Chikk-Sansi, Bagalkot
Chikk-Sansi là một làng thuộc tehsil Bagalkot, huyện Bagalkot, bang Karnataka, Ấn Độ.